# 沃尔弗拉姆·胡恩
沃尔弗拉姆·胡恩（德語：Wolfram Huhn，1973年12月3日—），德国男子赛艇运动员。他曾代表德国参加1996年夏季奥林匹克运动会赛艇比赛，获得男子八人单桨有舵手银牌。